# Bartenshagen-Parkentin
Bartenshagen-Parkentin är en kommun och ort i Landkreis Rostock i förbundslandet Mecklenburg-Vorpommern i Tyskland.
I kommunen finns orterna Bartenshagen, Parkentin, Bollbrücke, Hütten und Neuhof.
Kommunen ingår i kommunalförbundet Amt Bad Doberan-Land tillsammans med kommunerna Admannshagen-Bargeshagen, Börgerende-Rethwisch, Hohenfelde, Nienhagen, Reddelich, Retschow, Steffenshagen och Wittenbeck.